# AW Возничего
AW Возничего (лат. AW Aurigae) — одиночная переменная звезда в созвездии Возничего на расстоянии (вычисленном из значения параллакса) приблизительно 1233 световых лет (около 378 парсеков) от Солнца. Видимая звёздная величина звезды — от +17,1m до +10,1m.

## Характеристики
AW Возничего — красная пульсирующая переменная звезда, мирида (M) спектрального класса M5-M9 или M8. Эффективная температура — около 3281 К.